# Andrei Lwowitsch Malikow
Andrei Lwowitsch Malikow (russisch Андрей Львович Маликов, wiss. Transliteration Andrej L'vovič Malikov; * 7. Mai 1954 in Moskau) ist ein ehemaliger sowjetischer Eisschnellläufer.
Malikow, der für den ZSKA Moskau startete, nahm von 1974 bis 1979 an internationalen Wettbewerben teil und belegte bei den Olympischen Winterspielen 1976 in Innsbruck den 29. Platz über 1000 m sowie den achten Rang über 500 m. Er nahm an keiner Mehrkampfweltmeisterschaft oder Mehrkampfeuropameisterschaft teil. Er gehörte von 1973 bis 1999 der Armee an und war Absolvent des Moskauer Staatliches Luftfahrtinstituts. Nach seiner Karriere war er von 1980 bis 1982 als Trainer der Armee-Eisschnelllaufmannschaft tätig.

## Persönliche Bestzeiten
| Disziplin | Zeit         | Datum             | Ort           |
| --------- | ------------ | ----------------- | ------------- |
| 500 m     | 37,49 s      | 12. Februar 1977  | Almaty        |
| 1000 m    | 1:15,76 min  | 17. März 1976     | Almaty        |
| 1500 m    | 2:02,40 min  | 16. Dezember 1977 | Almaty        |
| 3000 m    | 4:42,17 min  | 28. Oktober 1978  | Jekaterinburg |
| 5000 m    | 7:51,26 min  | 27. Februar 1975  | Almaty        |
| 10.000 m  | 16:13,54 min | 28. Februar 1975  | Almaty        |